# Erna Hennicot-Schoepges
Erna Hennicot-Schoepges (Dudelange, 24 de julio de 1941) es una pianista y política luxemburguesa, miembro del Partido Popular Social Cristiano (CSV), que presidió entre 1995 hasta 2003.

## Carrera política
Fue presidenta de la Cámara de Diputados de Luxemburgo (1989 - 1995). Desde enero de 1999, hasta 1995 fue miembro del gabinete Juncker-Poos donde ejerció el cargo de Ministra de Educación, Ministra de Cultura y Ministra de Asuntos Religiosos. De 1999 a 2004, siendo miembro del gabinete Juncker-Polfer, fue Ministra de Cultura, Ministra de Educación Superior e Investigación y Ministra de Obras Públicas.
Fue diputada en el Parlamento Europeo de 2004 a 2009 y por el Grupo del Partido Popular Europeo.

### Comisiones en el Parlamento Europeo
Miembro
- 21 de julio de 2004 a 18 de enero de 2006: Comisión de Cultura y Educación.
- 19 de enero de 2006 a 13 de julio de 2009: Comisión de Industria, Investigación y Energía.
- 15 de septiembre de 2004 a 13 de julio de 2009: Delegación para las Relaciones con Mercosur.

## Obras publicadas
- Hennicot-Schoepges, Erna, 1975. L'enseignement de la musique : Aspects pédagogiques. École et vie 1: 4-7. Luxemburg.
- Hennicot-Schoepges, Erna, 2008. Feuilletons européens 2007. Groupe du PPE-DE au Parlement européen, Brussel·les. 87 pàgs.
- Hennicot-Schoepges, Erna, 2009. Feuilletons européens 2008. Groupe du PPE-DE au Parlement européen, Brussel·les. 91 pàgs.
- Hennicot-Schoepges, Erna, & Beatrice Ungar, 2011. Von Schubert bis Praid : Leseproben einer Seelenverwandschaft. Sibiu/Hermannstadt : Honterus. 90 p. ISBN 978-973-1725-70-3.